# Korho Tourhi
Korho Tourhi (ou Korho Tourli) est une localité du Cameroun située dans l'arrondissement de Bogo, le département du Diamaré et la région de l’Extrême-Nord. Elle fait partie du lawanat de Sedek.

## Population
En 1975, la localité comptait 104 habitants, dont 94 Peuls et 10 Massa.
Lors du recensement de 2005, on y a dénombré 302 personnes, dont 150 hommes et 152 femmes.